# Harold Edgerton
Harold Edgerton, né le 6 avril 1903 à Fremont et mort le 4 janvier 1990 à Cambridge, est un photographe américain spécialiste de la photographie réalisée avec un stroboscope.
Il est célèbre pour sa photographie de la couronne parfaite formée par la chute d'une goutte de lait prise au millionième de seconde.
Roland Barthes, dans La Chambre claire cite cette photographie comme exemple de surprise obtenue par « la prouesse ».

## Biographie
Il est enterré dans le cimetière de Mount Auburn à Cambridge dans le Massachusetts(p85).

## Honneur
L'astéroïde (11726) Edgerton porte son nom.